# Мизия (певица)
Мизия (порт. Mísia; 18 июня 1955, Порту — 27 июля 2024, Лиссабон) — португальская певица, исполнительница фаду.

## Биография и творчество
Отец — португалец, мать — каталонка. Первый альбом выпустила в 1991 году.
Псевдоним взяла в честь Мизии Серт.
Поет на португальском, каталанском, испанском, английском, французском, неаполитанском, японском языках. Соединила традиции фаду, идущие от Амалии Родригиш, с новыми для фаду инструментами (аккордеон, скрипка, фортепиано, контрабас), стилистическими элементами болеро и танго, обращением к текстам лучших португальских поэтов (Фернандо Пессоа, Мариу де Са-Карнейру, Антониу Ботту, Жозе Сарамаго, Вашку Граса Моура, Роза Лобату де Фариа, Наталия Коррейя, Агуштина Беса-Луиш, Лидия Жоржи, Антониу Лобу Антунеш и др.).
Выступала с такими певицами, как Мария Бетания, Уте Лемпер, Анжелика Ионатос, пианисткой Марией Жуан Пиреш, сотрудничала с актёрами Марией де Медейруш, Кармен Маура, Фанни Ардан, Изабель Юппер, Аньес Жауи, Мирандой Ричардсон, художниками Арманом, Гилбертом и Джорджем, фотографом Софи Калль и др.
Участвовала в фильме Джона Туртурро «Страсть» (англ., 2010), ещё нескольких фильмах.
Умерла 27 июля 2024 года в Лиссабоне в возрасте 69 лет.

## Дискография
- 1991 — Мизия / Mísia
- 1993] — Фаду / Fado
- 1995] — Чем меньше, тем больше / Tanto menos, tanto mais (Большая премия академии звукозаписи Шарля Кро, отнесен газетами «Le Monde», «L'Express» и «Libération» к лучшим дискам года)
- 1998 — Garras dos Sentidos (Серебряный диск Португалии)
- 1999 — Paixões diagonais
- 2001 — Ритуал / Ritual
- 2003 — Canto
- 2005 — Drama box
- 2009 — Улицы (Лиссабон и туристы)/ Ruas (Lisboarium & Tourists)
- 2011 — Богоматерь ночи / Senhora da Noite
- 2013 — Delikatessen Café Concerto

## Признание
- Командор Орден Заслуг (19 апреля 2005, Португалия)[4].
- Кавалер Ордена искусств и литературы (2004, Франция)[5].
- Премия немецкой критики (2003)
- Большая вермелевая медаль Парижа (2004)
- Премия Джильда (2011, Италия).